# Situation des personnes intersexes en Afrique du Sud
L'Afrique du Sud est un pays pionnier en matière de droits pour les personnes intersexuées, étant le premier à les inclure explicitement dans sa loi anti-discrimination. Ainsi, les personnes intersexuées bénéficient de nombreux droits identiques à ceux des autres citoyens.
Malgré ces progrès significatifs, il existe encore des injustices. Les personnes intersexuées manquent notamment de protection adéquate contre les interventions médicales esthétiques non consensuelles et sont encore confrontées à un manque de protection contre la discrimination dans certains contextes.

## Historique
Parmi les pionniers et figures majeures de la défense des droits intersexes, deux noms se distinguent particulièrement en Afrique du Sud : Sally Gross et Nthabiseng Mokoena.
Sally Gross, reconnue à la fois pour son activisme anti-apartheid et son identité intersexe, a joué un rôle dans la fondation d'Intersex South Africa. Cette organisation est affiliée à l'Organisation Internationale des intersexes, renforçant ainsi son impact à l'échelle nationale et international,. 
En décembre 2017, les militants intersexes d'Afrique s'unissent pour publier une déclaration commune. Ce document historique énonce l'ensemble de leurs revendications spécifiques au contexte africain, soulignant les besoins et les priorités de la communauté intersexe sur le continent.[réf. nécessaire]

## Législation et pratiques
En 2016, la Commission africaine des droits de l’homme et des peuples, aux côtés d'autres institutions de défense des droits humains, condmne les atteintes aux droits des personnes intersexuées, y compris celles commises dans le cadre médical.
Parallèlement, le Comité des droits de l’enfant des Nations Unies formule des recommandations cruciales. Celles-ci visaient à garantir l'intégrité corporelle et l'autodétermination de tous les enfants, y compris les enfants intersexués, tout en appelant à des sanctions contre les responsables de pratiques préjudiciables.

Le gouvernement sud-africain a officiellement reconnu que de telles pratiques ont lieu au sein du pays, soulignant l'ampleur du défi et la nécessité d'agir,. 

Localisation des personnes interseuxées

En Afrique du Sud, la Loi de 2005 portant modification des affaires judiciaires (Loi 22 de 2005) a marqué une avancée significative en modifiant la loi de 2000 sur la promotion de l’égalité et la prévention de la discrimination injuste (Loi 4 de 2000). Cette modification clé inclut spécifiquement l'intersexualité dans la définition du "sexe".  
Ce climat légilstif permet à des acteurs de la société civile et d'autres leaders de défendre les personnes intersexuées sur une base légale. C'est le cas de Semenya soutenue qui se voit soutenue contre les injsutices qu'elle subit,. 
La loi de 2003 sur la modification de la description du sexe et du statut sexuel (Loi 49 de 2003) représente une avancée pour les personnes intersexuées en Afrique du Sud. Elle leur permet de faire modifier la désignation de sexe figurant sur leurs documents officiels.[réf. nécessaire]
L'Afrique du Sud se distingue par une législation inclusive en matière de mariage, permettant à tous les couples de s'unir. Cette avancée majeure a été consolidée le 1ᵉʳ décembre 2005, lorsque la Cour constitutionnelle, dans l'affaire Ministre de l'Intérieur c. Fourie, a rendu un jugement historique. La Cour a déclaré inconstitutionnel le refus de l'État d'accorder aux couples de même sexe le droit au mariage, et a donné au Parlement un délai d'un an pour corriger cette situation.
En réponse à cette décision, la loi sur l’union civile est entrée en vigueur le 30 novembre 2006.[réf. nécessaire]

## Note et Références

### Note
- (en) Cet article est partiellement ou en totalité issu de l’article de Wikipédia en anglais intitulé « Intersex rights in South Africa » (voir la liste des auteurs).